# Marek Smurzyński
Marek Smurzyński (ur. 10 czerwca 1954 w Łodzi, zm. 12 grudnia 2009 w Krakowie) – polonista, kulturoznawca, iranista, tłumacz.
Urodził się na Bałutach w 1954 w rodzinie robotniczej. W latach 1970–80 był działaczem opozycji antykomunistycznej. Po śmierci Stanisława Pyjasa oraz powołaniu Studenckiego Komitetu Samoobrony (SKS) w walce o niezależność środowiska studenckiego był jednym z organizatorów akcji petycyjnej studentów polonistyki w maju 1977. Był także uczestnikiem wykładów Towarzystwa Kursów Naukowych w Łodzi i seminarium mgr. Sławomira Cieślikowskiego poświęconego kulturom Wschodu, skupiającego młodzież niepokorną wobec władzy. Podjął studia doktoranckie w Warszawie, kierunek iranistyka, utrzymując kontakty z opozycją. W tym czasie kolportował tzw. „bibułę” w akademikach przy ul. Banacha w Warszawie. Wspomagał także łódzką opozycję demokratyczną wydawnictwami i kontaktami stołecznymi do 1980.
W latach 90. XX w. podjął, na ponad 10 lat, pracę na Uniwersytecie Teherańskim jako wykładowca literaturoznawstwa porównawczego. Doktorat z literatury perskiej obronił na Uniwersytecie Teherańskim (1997), a nostryfikował na Uniwersytecie Warszawskim. W Instytucie Filologii Orientalnej Uniwersytetu Jagiellońskiego pracował od 1998 jako lektor, wykładowca, wreszcie adiunkt; autor prac o literaturze, kulturze i historii świata irańskiego. 
Tłumacz perskiej poezji na język polski i poezji polskiej na język perski; badacz ceniony w międzynarodowym środowisku iranistycznym. Członek Societas Iranologica Europaea i The Middle East Studies Association; tłumacz przysięgły języka perskiego, tłumacz Budimexu w Iranie w latach 1982-84, tłumacz ISAF/NATO w Kabulu w roku 2005. 
Został pochowany na Cmentarzu Batowickim w Krakowie (kwatera CCLIII-5-5).

## Książki
- W mgnieniu słów. Poezje Rumi, tłumaczył M. Smurzyński, Wydawnictwo Homini, ISBN 978-83-89598-63-9, 2008.
- Adam-ha ru-ye pol (pers. ‏آدم‌ها روی پل‎). Wybór poezji Wisławy Szymborskiej. Marek Smurzyński, Shahram Sheydaee, Choka Chakad, Wydawnictwo Nashr-e Markaz, Teheran, (w jęz. perskim) ISBN 964-305-294-X, 1997.